# 5070 Араї
5070 Ара́ї (1991 XT, 1951 TY, 1954 EN, 1970 AS, 1979 WQ5, 1982 HA, 1990 UJ6, 1990 VE7, 5070 Arai) — астероїд головного поясу, відкритий 9 грудня 1991 року.
Тіссеранів параметр щодо Юпітера — 3,209.